# Metepec, México
Metepec  (tiếng Tây Ban Nha: [meteˈpek] ⓘ) là một thành phố và municipio ở bang México của México, nằm ngay về phía đông thủ phủ bang, Toluca. Thành phố có độ cao 2.635 mét (8.645 ft) trên mực nước biển. Trung tâm thành phố México nằm cách thành phố khoảng 50 km về phía đông. Cái tên Metepec bắt nguồn từ tiếng Náhuatl, nghĩa là đồi cây thùa. Trong tiếng Matlatzinca, nó có tên gọi "Nepinta-Tuhi" ('người xứ ngô') còn trong tiếng Otomi thì mang tên "Ntaguada".